# Mpumalanga
Mpumalanga – prowincja Południowej Afryki, o pow. 76,5 tys. km², zam. przez ponad 4 mln mieszkańców, z czego znaczną większość stanowią Zulusi. Powstała 27 kwietnia 1994, wcześniej była częścią Transwalu. Stolicą prowincji jest Nelspruit.

## Główne miasta
| L.p. | Miasto      | Dystrykt     | Liczba ludności (2017) |
| ---- | ----------- | ------------ | ---------------------- |
| 1.   | Nelspruit   | Ehlanzeni    | 348 138                |
| 2.   | Middelburg  | Nkangala     | 154 706                |
| 3.   | Bethal      | Gert Sibande | 101 919                |
| 4.   | Standerton  | Gert Sibande | 74 021                 |
| 5.   | Volksrust   | Gert Sibande | 43 378                 |
| 6.   | Komatipoort | Ehlanzeni    | 20 508                 |

## Podział administracyjny
Prowincja Północno-Zachodnia dzieli się na 3 dystrykty, które z kolei dzielą się na 18 gmin.
- Gert Sibande
  - Albert Luthuli
  - Msukaligwa
  - Mkhondo
  - Pixley Ka Seme
  - Lekwa
  - Dipaleseng
  - Govan Mbeki
- Nkangala
  - Delmas
  - Emalahleni
  - Steve Tshwete
  - Emakhazeni
  - Thembisile
  - Dr JS Moroka
- Ehlanzeni
  - Thaba Chweu
  - Mbombela
  - Umjindi
  - Nkomazi
  - Bushbuckridge